# Afrânio de Melo Franco
Afrânio de Mello Franco GCC (Paracatu, 25 de fevereiro de 1870 — Rio de Janeiro, 1 de janeiro de 1943) foi um diplomata e político brasileiro.

## Vida e carreira
Formado na Faculdade de Direito de São Paulo em 1891, foi promotor público em municípios do interior de Minas Gerais e, posteriormente, entrou para a carreira diplomática, tendo sido designado, em 1896, segundo secretário de legação na embaixada em Montevidéu (Uruguai). Seu segundo posto foi a capital belga, Bruxelas.
Abandonou a carreira e em 1902 candidatou-se e foi eleito deputado estadual em Minas Gerais e, em 1906, deputado federal, tendo sido reeleito para vários mandatos até 1929. Foi Ministro da Viação no governo Delfim Moreira e embaixador na Liga das Nações em Genebra, Suíça. Devido à doença que acometeu o presidente, Afrânio de Melo Franco tornou-se responsável pela decisão de muitas questões governamentais, vindo mesmo a ser chamado de “primeiro-ministro do Brasil”.
Na Câmara dos Deputados foi atuante em comissões de assuntos internacionais e também foi um dos relatores do Código Civil Brasileiro. Em 1919 comandou a delegação do Brasil na primeira conferência internacional do Trabalho, realizada em Washington.
Partidário da Revolução de 1930, foi ministro das Relações Exteriores, de 1930 a 1934, sucedendo a Otávio Mangabeira.
Em 20 de janeiro de 1934 foi agraciado com a Grã-Cruz da Ordem Militar de Cristo de Portugal.
Casou-se com Sílvia de Miranda Cesário Alvim, filha de Cesário Alvim. Foram seus filhos, Afrânio de Mello Franco Júnior, Afonso Arinos de Mello Franco e Virgílio Alvim de Mello Franco, personalidades de destaque na vida pública brasileira. Além destes, teve mais sete filhos: o embaixador Caio de Mello Franco, casado com Yolande Monzer-Forstenegg, Cesário de Mello Franco, Sylvia Amélia Anna de Mello Franco, casada com o médico Múcio Emílio Nelson de Senna, Maria do Carmo, casada com o advogado José Thomaz Nabuco de Araújo (filho do embaixador Joaquim Nabuco), Zaíde de Mello Franco, casada com o embaixador Jayme Sloan Chermont (filho do embaixador Epaminondas Leite Chermont e neto do Visconde de Arari), o advogado João Victor de Mello Franco, casado com Ilda Lacerda Moscoso, e Anna Leopoldina de Mello Franco, tendo esta sido casada com Carlos Chagas Filho, que era filho do grande sanitarista Carlos Chagas. Era irmão do também diplomata Armínio de Mello Franco.
Afrânio de Mello Franco atuou proeminentemente para a resolução da Guerra do Chaco, entre Bolívia e Paraguai, e dos conflitos do porto de Leticia, entre Peru e Colômbia, em 1932. Em reconhecimento disso, foi indicado para o Prêmio Nobel da Paz 46 vezes, em 3 diferentes anos: 1935, 1937 e 1938.